# ホウガンボク

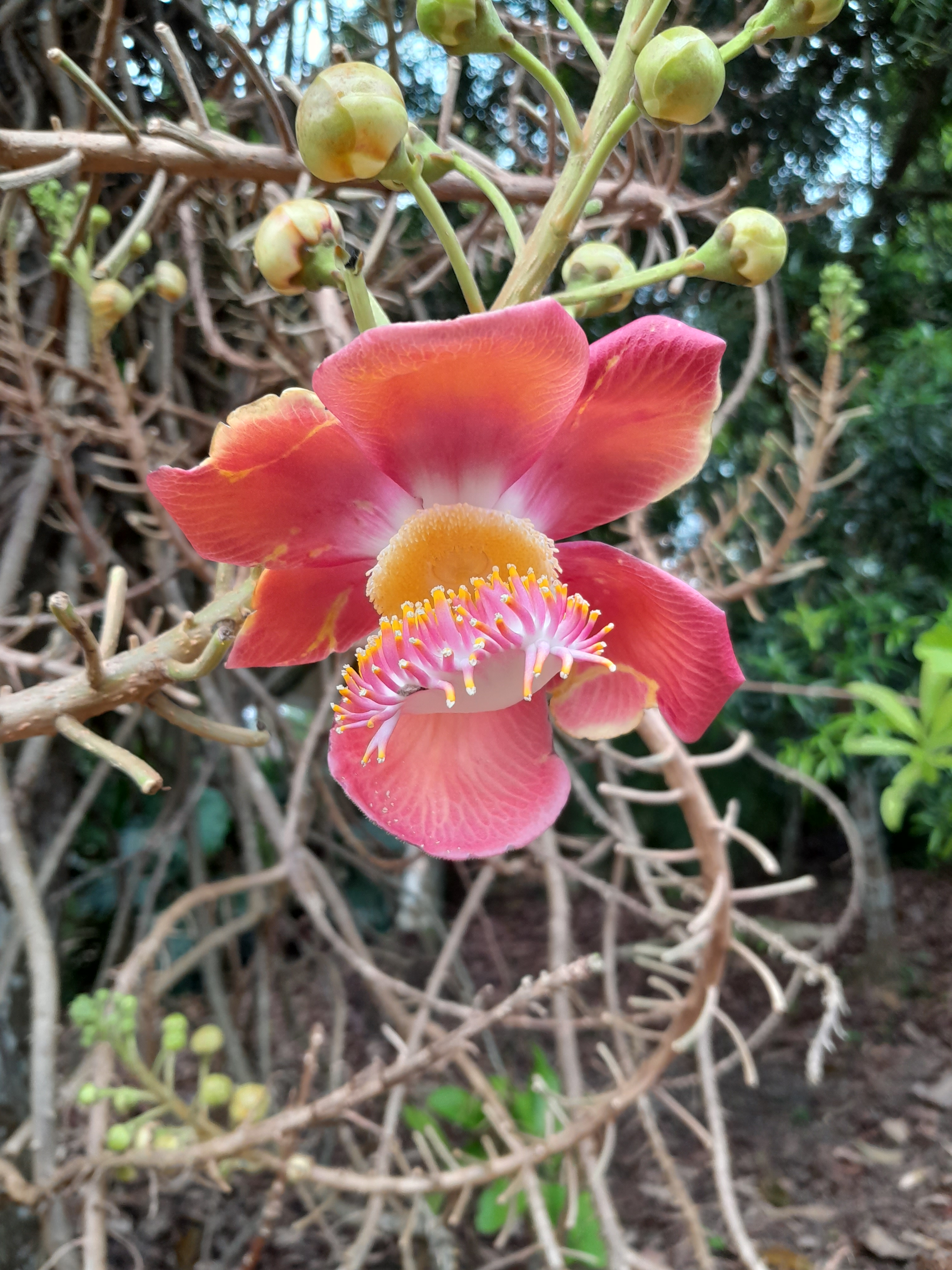
花（撮影地シンガポール、Wikimedia Commonsより）

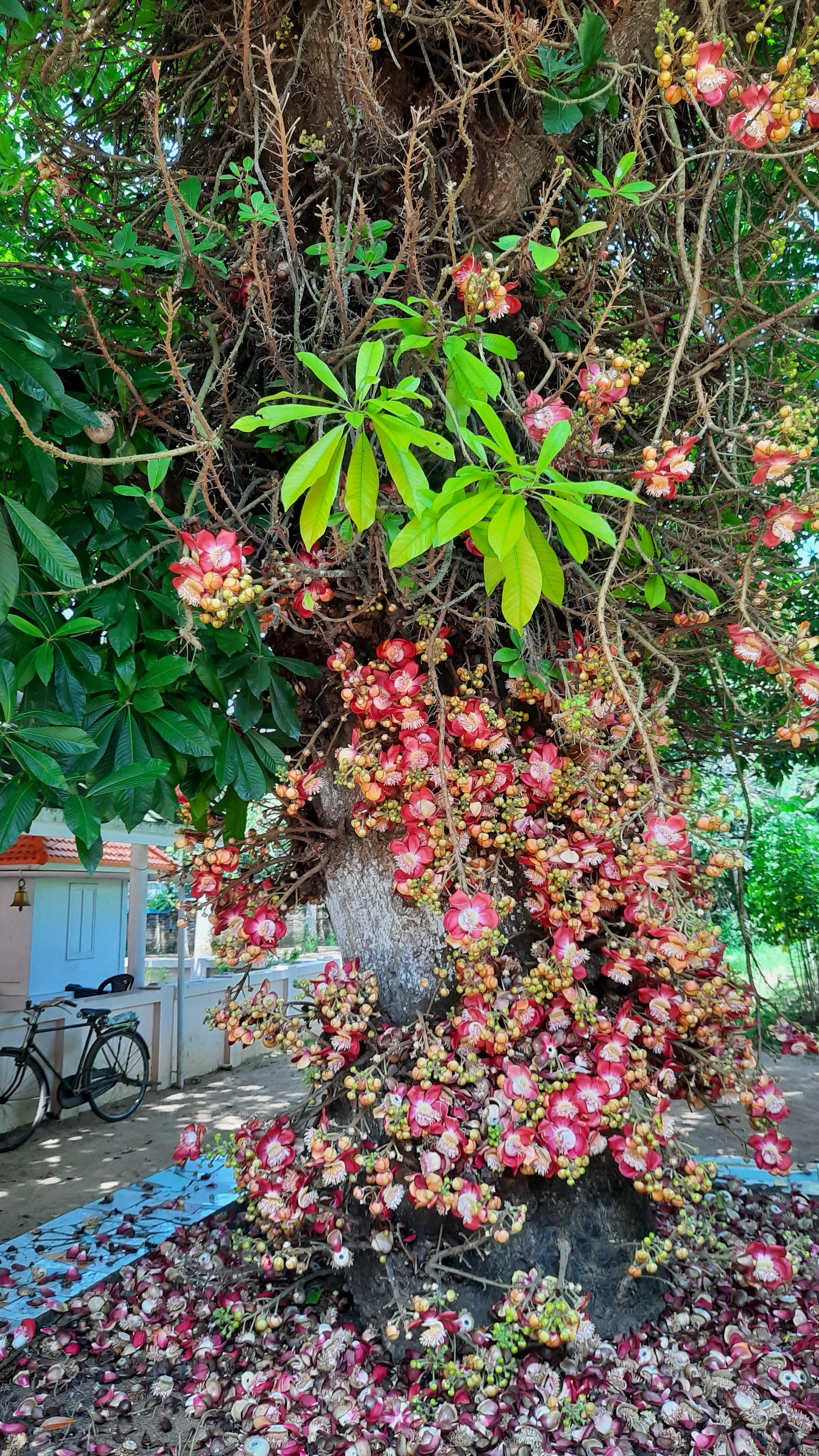
樹姿（撮影地インド、Wikimedia Commonsより）

ホウガンボク（別名　ホウガンノキ、キャノンボールツリー、学名：Couroupita guianensis）はサガリバナ科ホウガンノキ属の落葉高木。砲丸に似た果実の形状が名前の由来。

## 特徴
原産地では樹高8–30 m、幹径30–50 cmになる。円筒状の樹冠を形成する。花は一日花で径6–10 cmと大きく、左右相称で芳香があり、太い幹や枝に生じる総状花序につく幹生花。花冠裂片は6枚あり濃紅～橙色で厚みがあり肉質。花の上側には通常の花粉を作るクリーム色の雄しべが、下側には発芽しない花粉を作る赤い仮雄しべがそれぞれ多数つき、クリーム色の雌しべは上の雄しべに囲まれる。ハチなどの訪花昆虫が下の不発芽花粉を集めるうちに頭と背中に花粉が付き、次の花を訪れた時に他花受粉される。果実は径12–25 cmと大きく球形で、木質化した果皮に包まれ、多数の種子を含む。

## 分布と生育環境
コスタリカ～南米の熱帯、亜熱帯域が原産。POWOでは中南米のパナマ～ボリビア原産とされる。IUCNレッドリストLC（低危険種）。

## 利用
幹生する特異な形状の花や果実は大きく見ごたえがあり、熱帯各地で植物園に植えられるほか、庭園樹として利用される。